# ニセ証紙事件
ニセ証紙事件（にせしょうしじけん）は、1960年代の選挙違反事件。この事件の摘発を機に他の選挙違反も発覚した。

## 概要
1963年の東京都知事選挙において自由民主党が支援する東龍太郎が当選するも、投票日前日に日本社会党から告発があって捜査が始まった。捜査の過程で自民党選挙対策本部事務主任Mらが逮捕され、Mらによる都庁庁内紙買収や元東京都副知事である岡安彦三郎による選挙買収に発展した。さらに選挙はがきを横流ししたり身代わり候補擁立をして散票を恐れる当該選挙陣営から立候補取り消しを求められて金を受け取る選挙屋である肥後亨の立件に発展し、1962年の千葉県知事選挙における選挙違反が明らかになった。千葉県知事選挙における選挙違反では川島正次郎行政管理庁長官兼オリンピック担当大臣の関与が疑われ、川島本人は起訴されなかったが国務大臣秘書官だった根本米太郎が起訴された。

## 事件一覧
ニセ証紙事件
自民党選挙対策本部事務主任Mと東京都教育庁福祉係長、印刷ブローカーが中心となって下請け業者に1万6000枚の証紙を偽造させ、8000枚をポスターに貼らせ、このうち2213枚を自民党青年部都知事選対委責任者らとともに都内に掲示した。
この事件で公職選挙法違反、公記号偽造同使用罪で8人が起訴された。
東京都庁内紙買収事件
自民党選挙対策本部事務主任Mが東京都庁内の庁内紙に都知事選に立候補する東龍太郎候補に有利な記事を書いてもらう謝礼として計325万円を手渡した。
この事件でMら20人が公職選挙法違反で起訴された。
東京都同人会買収事件
東京都関係の退職者をメンバーとする東京都の外郭団体である東京都同人会で会長の岡安彦三郎（元東京都副知事で東龍太郎後援会事務局長）が選挙において情報収集等を行うために計30万円の買収をした事件。
この事件で岡安ら2人が公職選挙法違反で起訴された。
選挙はがき横流し事件
Mが肥後亨から選挙用はがき約12万枚を横流ししてもらい、Mが肥後に謝礼として85万円を渡した事件。
千葉県知事選挙違反事件
1962年の千葉県知事選挙において、川島正次郎国務大臣秘書官だった根本米太郎が加納久朗候補のために肥後亨に選挙はがき横流しを受け、謝礼として200万円を渡した事件。

## 裁判
裁判では肥後が一審公判中に死亡して公訴棄却、2人が無罪となった以外は全員の有罪判決が言い渡された。主要メンバーについてMは懲役3年、印刷ブローカーは懲役1年6ヵ月、都庁庁内紙発行人は懲役1年6ヶ月追徴金55万円、根本米太郎は懲役1年6ヵ月執行猶予5年、岡安彦三郎は懲役1年執行猶予3年の有罪判決が言い渡された。